# Vaclav Vytlacil

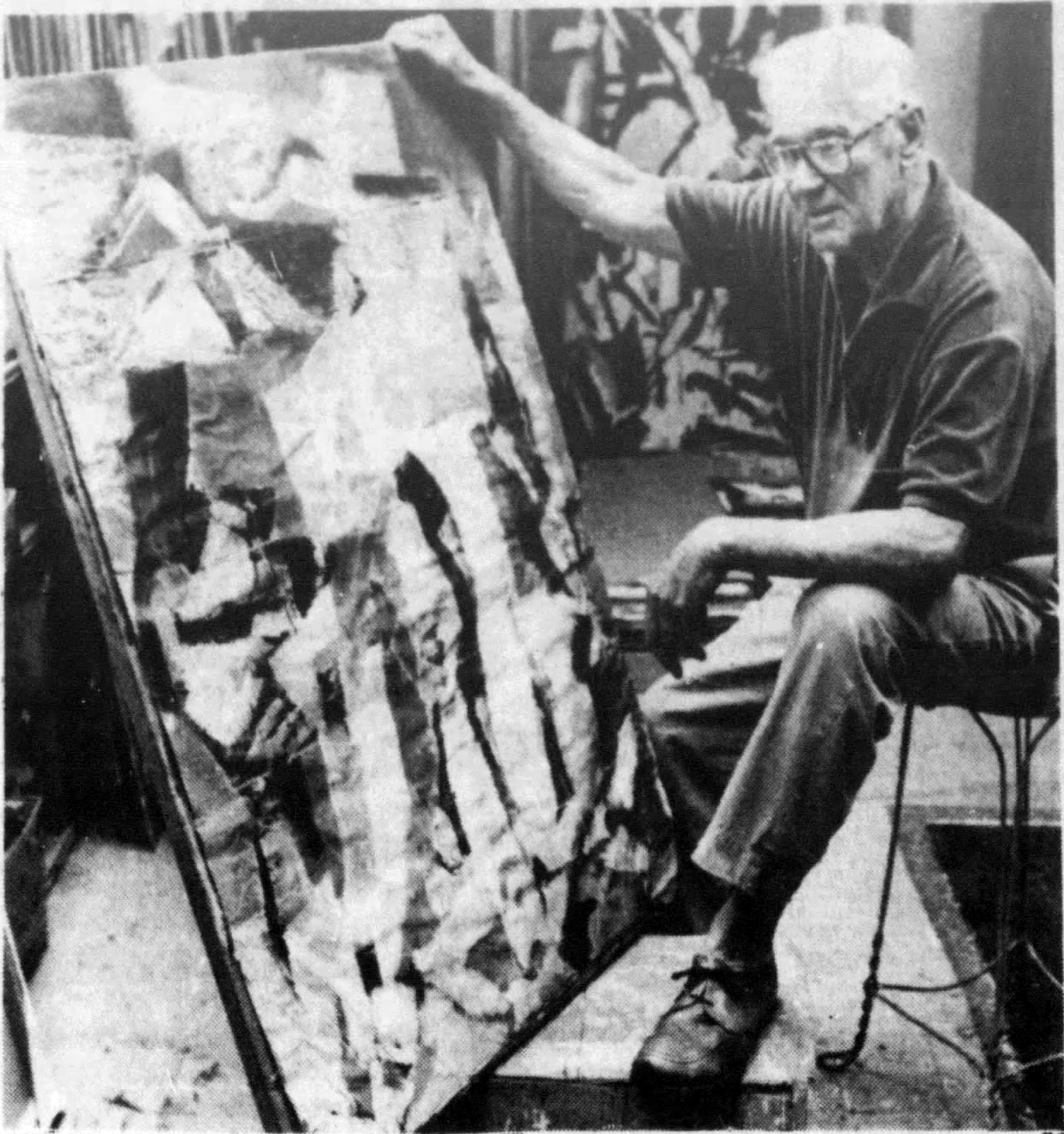
Václav Vytlacil im Atelier

Václav Vytlacil (* 1. November 1892 in New York City; † 5. Januar 1984 in Sparkill, New York) war ein amerikanischer Maler, Bildhauer und Kunstpädagoge tschechischer Abstammung. Er zählt zu den wichtigsten Vertretern der amerikanischen abstrakten Moderne.

## Leben
Václav Vytlacil wurde 1892 als Sohn tschechischer Einwanderer in New York geboren und wuchs in Chicago auf. Ab 1906 studierte er am Art Institute of Chicago, 1913 erhielt er ein Stipendium für die Art Students League of New York, wo er bei John C. Johansen lernte. Nach seinem Abschluss im Jahr 1916 nahm er eine Lehrstelle an der Minneapolis School of Art an, wo er bis 1921 tätig war. 1921 reiste Václav Vytlacil nach Europa und studierte in Paris, Prag und München, zuletzt an der Königlichen Akademie der Bildenden Künste. Dort traf er Hans Hofmann, wurde sein Schüler und schließlich sein Assistent. 1924 organisierte er gemeinsam mit Ernest Thurn Hofmanns internationale Sommerakademie auf Capri und heiratete 1927 in Florenz Elizabeth Foster. Im Jahr 1928 kehrte er in die USA zurück, hielt Gastvorlesungen an der University of California in Berkeley und wurde 1929 Mitglied der Fakultät der Art Students League.
Nach einem weiteren Auslandsaufenthalt in Europa mit Atelier in Paris und einer Lehrtätigkeit in Positano kehrte Václav Vytlacil 1935 dauerhaft in die USA zurück. 1936 gehörte er zu den Mitbegründern der American Abstract Artists, im selben Jahr wurde seine Tochter Anne geboren. In den folgenden Jahren lehrte er an zahlreichen Institutionen, darunter die Art Students League, das Queens College (1942–1945), das Black Mountain College, das California College of Arts and Crafts, die Dalton School und die Columbia University. Von 1946 bis zu seinem Ruhestand im Jahr 1978 war er erneut an der Art Students League tätig. Er starb am 5. Januar 1984 in seinem Haus in Sparkill, New York. Seine Tochter Anne stiftete sein Haus und Atelier später der Art Students League, die es seither als Vytlacil School nutzt.

## Werk
Václav Vytlacils malerisches Schaffen reicht von figurativen Arbeiten bis hin zu abstrakten Kompositionen. Bereits in den späten 1910er Jahren zeigen seine Bilder eine moderne Raumauffassung durch Farbe und Form. Während seines Studiums bei Hans Hofmann lernte er, Flächen als Volumen zu betrachten und den Negativraum in die Bildkomposition einzubeziehen. In den 1930er Jahren schuf er vom Kubismus und Expressionismus beeinflusste Stadt- und Landschaftsbilder sowie experimentelle Assemblagen aus Holz, Karton, Metall und anderen Materialien.
Ab den 1940er Jahren dominierte eine spontane, energiegeladene Bildsprache, die sich zunehmend von formaler Strenge löste, während er gleichzeitig an erkennbaren Motiven wie Landschaften, Stillleben und Figuren festhielt. Vytlacil gilt als wichtiger Vermittler der europäischen Moderne in den Vereinigten Staaten.
Als Lehrer war Václav Vytlacil besonders einflussreich. Er zählte zu den ersten prominenten Anhängern von Hofmanns Lehre in Amerika. Zu seinen Schülern gehörten unter anderem Cy Twombly, Robert Rauschenberg, James Rosenquist, Willem de Kooning, Louise Bourgeois und Tony Smith. Er war zudem Mitbegründer der American Abstract Artists und übernahm verschiedene kunstpädagogische und organisatorische Funktionen.